# Iryna Lisjtsjynska
Iryna Anatoliivna Lisjtsjynska, ook wel Irina Lisjtsjinska, geboren als Nedelenko (Oekraïens: Ірина Анатоліївна Ліщинська) (Makijivka, 15 januari 1976) is een Oekraïense middellangeafstandsloopster, die gespecialiseerd is in de 1500 meter. Ze nam tweemaal deel aan de Olympische Spelen, maar won hierbij geen medailles.

## Loopbaan
Op 14 februari 2004 won Lisjtsjynska op de 1500 meter de Europese indoorbeker in Leipzig in 4.09,82.
Op de wereldkampioenschappen van 2007 in Osaka liep Lisjtsjynska zich op de 1500 m in de prijzen door een bronzen medaille te winnen achter Maryam Jamal (goud) en Jelena Soboleva (zilver). Toen naderhand bekend werd, dat Jelena Soboleva het dopingreglement had overtreden en in verband hiermee haar plak weer moest inleveren, schoof Lisjtsjynska zelfs op naar de tweede plaats en kreeg zij alsnog de zilveren medaille in de schoot geworpen. Op 22 september 2007 werd ze tiende bij de wereldatletiekfinale in Stuttgart.
Een jaar later werd het opnieuw zilver: op de Olympische Spelen in Peking snelde zij op de 1500 m achter de Keniaanse Nancy Lagat (1e in 4.00,23) naar de tweede plaats met een tijd van 4.01,63.

## Titels
- Oekraïens kampioene 800 m - 1999
- Oekraïens kampioene 1500 m - 2001, 2002, 2003, 2004
- Oekraïens kampioene veldlopen - 2002
- Oekraïens indoorkampioene 1500 m - 2006

## Persoonlijke records
Outdoor
| Onderdeel   | Prestatie           | Datum            | Plaats          |
| ----------- | ------------------- | ---------------- | --------------- |
| 800 m       | 1.59,15             | 27 juni 1998     | Sint-Petersburg |
| 1500 m      | 4.00,04             | 3 juli 2006      | Athene          |
| 1 Eng. mijl | 4.25,32 (nat. rec.) | 7 september 2008 | Rieti           |

Indoor
| Onderdeel | Prestatie | Datum           | Plaats     |
| --------- | --------- | --------------- | ---------- |
| 800 m     | 2.01,74   | 5 februari 1999 | Boedapest  |
| 1500 m    | 4.07,19   | 16 maart 2003   | Birmingham |
| 3000 m    | 9.04,24   | 2 februari 2003 | Stuttgart  |

## Palmares

### 800 m
- 1997:  Europese beker - 2.00,71
- 1998:  Europese beker - 1.59,15

### 1500 m
- 2001: 12e Universiade - 4.33,81
- 2002: 10e EK - 4.11,70
- 2003: 5e WK indoor - 4.07,19
- 2003: 10e Wereldatletiekfinale - 4.03,89
- 2004:  Europese indoorbeker - 4.09,82
- 2006: 5e WK indoor - 4.07,82
- 2006: 8e EK - 4.04,98
- 2006: 11e Wereldatletiekfinale - 4.14,18
- 2007:  WK - 4.00,69
- 2007: 10e wereldatletiekfinale - 4.13,82
- 2008:  OS - 4.00,23